# Rio Maine

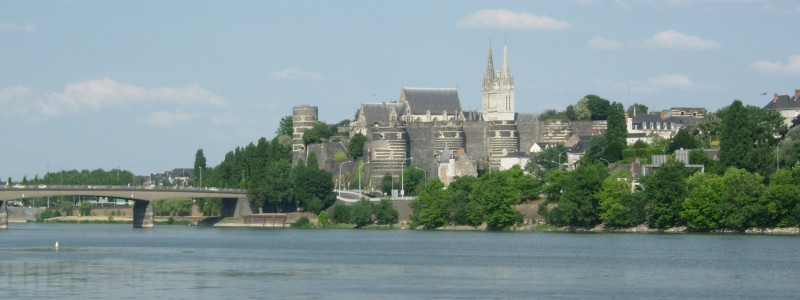
Rio Maine em Angers

O rio Maine é um rio do departamento de Maine-et-Loire, na França. É afluente do rio Loire.
O Maine é formado pela confluência do rio Mayenne e do rio Sarthe, no norte de Angers, pelo que não tem nascente. Corta esta cidade e desagua no rio Loire a sudoeste de Angers.
Até à foz, o rio Maine faz um percurso total de 12 km.